# Kairo
Kairo (回路), é um filme de terror e ficção científica produzido no Japão, dirigido por Kiyoshi Kurosawa e lançado em 2001. O filme foi exibido na seção Un Certain Regard no Festival de Cannes de 2001. O filme foi bem recebido pela crítica e é hoje reconhecido como cult. Um remake norte americano, intitulado Pulse, foi lançado em 2006, gerando duas continuações. O roteiro também foi adaptado em um livro por Kurosawa.

## Enredo
O enredo é sobre fantasmas invadindo nosso mundo através da Internet. O filme é dividido em duas histórias paralelas.

### Primeira história
Kudo Michi (Kumiko Aso), uma empregada em uma floricultura, se mudou recentemente para Tóquio. Seus parceiros de trabalho incluem Sasano Junko, Toshio Yabe e Taguchi, que tem faltado o trabalho por alguns dias mexendo em um acionador de disco. Michi vai visitar Taguchi em seu apartamento e o encontra distraído; no meio da conversa, ele casualmente faz uma forca, sai e se enforca. Michi e suas amigas inspecionam o disco que ele deixou e descobrem que ele contém uma imagem de Taguchi encarando o seu próprio computador, criando uma série de imagens infinitas. No outro monitor em sua mesa, elas descobrem uma face fantasmagórica olhando o quarto de Taguchi.
Yabe recebe uma ligação misteriosa de uma voz distorcida dizendo repetidamente, "Me ajude." Ao checar o celular, Yabe vê a mesma imagem encontrada no disco de Taguchi. Ele vai até o apartamento de Taguchi e vê uma mancha fantasmagórica preta na parede em que ele se enforcou. Antes disso, ele encontra um papel amassado escrito "O quarto proibido." Ao sair, ele percebe uma porta selada com fitas vermelhas e entra, se deparando com um fantasma. Yabe se torna depressivo e incomunicativo, e eventualmente começa a se esconder no armazém. Ele diz à Michi que ele viu algo terrível no "quarto proibido." Em seu caminho para casa, Michi vê uma mulher selando uma porta com fita vermelha rapidamente. Michi mais tarde a presencia se suicidar, pulando do silo de uma empresa de cimento.
Michi recebe uma ligação parecida com a de Yabe, levando ela a procurá-lo no armazém. Ao entrar, ela vê uma mancha preta na parede, parecida com a que estava no quarto de Taguchi. Michi sai para procurar Junko e se desespera quando vê que a mesma havia tirado o selo de fita vermelha e entrado no quarto. Dentro, Michi vê Junko sendo encurralada por um fantasma. Michi resgata Junko, que se torna catatônica como resultado do encontro. Mais tarde, Junko pergunta à Michi se ela "morrerá desse jeito," ao que Michi diz que não irá responder essa pergunta senão iria "deixá-la por si só." Ao dizer isso, Junko caminha em direção à parede e se torna uma mancha preta. Michi liga para sua mãe para tentar se consolar, porém ninguém responde. Preocupada, Michi vai checar sua mãe e se encontra com Ryosuke Kawashima.

### Segunda história
Ryosuke (Haruhiko Katô), um estudante de economia, instalou recentemente uma provedora de internet. Seu computador acessa um site sozinho, exibindo várias imagens assustadoras de pessoas sozinhas em quartos escuros, demonstrando um estranho comportamento. Nessa mesma noite, Ryosuke acorda só para perceber que seu computador ligou sozinho; o site agora mostra um homem com sua face escurecida por sombras, e em seguida um homem com um saco plástico em sua cabeça. Antes dele retirar o saco, Ryosuke desliga seu computador em pânico. No dia seguinte, Harue Karasawa (Koyuki), uma pós-graduada em ciência da computação, sugere que ele favorite a página ou imprima as imagens para que ela analise. Ryosuke tenta, mas o computador não responde a seus comandos. Ao invés disso, um vídeo é exibido, mostrando o homem do saco plástico parado em pé em um quarto, com os dizeres "ME AJUDE" escritos pelas paredes.
Um colega de classe menciona que pessoas de aparências fantasmagóricas começaram a aparecer no campus e explica sua teoria de que almas começaram a invadir o mundo físico. Karasawa começa a agir de forma estranha e sugere que os fantasmas querem nos salvar da solidão do pós vida nos dando a imortalidade. Mais tarde na mesma noite, Ryosuke visita Harue e a encontra agindo ainda mais estranha; os dois tentam escapar para um lugar distante usando o metrô. Contudo, o trem pára e Harue sente uma urgência em voltar para casa e foge. Ao retornar para seu apartamento, ela diz que "não está só". Quando Ryosuke invade seu apartamento mais tarde, ela não está lá.
Enquanto mais e mais pessoas começam a desaparecer, evacuações começam a acontecer em Tóquio. Há fantasmas aparecendo por todos os lados. Ryosuke encontra Michi e eles encontram Harue em uma fábrica abandonada, onde ela se suicida. Ryosuke mais tarde entra em uma porta selada com fita vermelha e encontra um fantasma que explica que "a morte é eterna e solitária." Ryosuke perde a vontade de viver, e Michi o arrasta para um lugar seguro. Eles dirigem por uma Tóquio devastada, encontrando vários cenários apocalípticos: os céus negros, um avião de carga do exército dos Estados Unidos caindo dos céus, e pessoas se jogando de prédios. O par encontra um navio preste a zarpar, com uma pequena tripulação composta de sobreviventes dizendo que isso está acontecendo por todo o mundo. Enquanto a embarcação parte para a América Latina, Ryosuke e Michi vão para a parte de baixo do deck, onde Ryosuke se desintegra.

## Elenco
- Kumiko Aso como Michi Kudo
- Haruhiko Kato como Ryosuke Kawashima
- Koyuki como Harue Karasawa
- Kurume Arisaka como Junko Sasano
- Masatoshi Matsuo como Toshio Yabe
- Shinji Takeda como Yoshizaki
- Jun Fubuki como mãe de Michi
- Shun Sugata como Chefe
- Koji Yakusho como captão da embarcação
- Show Aikawa como empregado
- Kenji Mizuhashi como  Taguchi

## Lançamento
Kairo foi exibido pela primeira vez no Japão em 3 de fevereiro de 2001, distribuído pela Toho.
Distant Horizon comprou os direitos de distribuição do filme para o mundo todo pela Daiei Film. O filme estreou na categoria Un Certain Regard no Festival de Cannes.

### DVD
O filme foi lançado em DVD pela Magnolia Home Entertainment em 21 de fevereiro de 2006 no Estados Unidos. Arrow Video anunciou um lançamento do filme em Blu-ray para dezembro de 2016.

## Recepção crítica
O agregador de críticas Rotten Tomatoes deu ao filme um percentual de 74% baseado em 53 críticas, e uma média de 6.8/10. O consenso crítico do site diz, "Um suspense tecnológico sinistro e de arrepiar a espinha cujos porquês são respondidos através do poder da sugestão ao invés de um banho de sangue e tripas."
AllMovie elogiou o filme, escrevendo "Os 30 primeiros minutos de Kairo são, talvez, uma das sequências mais estressantes e assustadoras que tivemos em um bom tempo." Anita Gates do The New York Times escreveu, "Há muitos poucos momentos no desafiador e original suspense de Kiyoshi Kurosawa que não evoque um estado meditativo de medo do verdadeiro desconhecido."
Entertainment Weekly foi crítica com o filme, escrevendo "Assistindo Kairo [...] você pode quase morrer de antecipação", comentando que "nada dentro das duas lentas [...] chegam perto de fazer sentido". The Seattle Times criticou a história e a duração do filme, escrevendo "Enquanto ele está brincando com seus nervos, Kairo deixa seu cérebro querendo mais", e The Village Voice disse que o filme era "pelo menos meia hora longo demais".
Em 2012, Jaime N Christley da revista Slant listou o filme como um dos melhores de todos os tempos. No começo dos anos 2010, Time Out conduziu uma enquete com vários autores, diretores, atores e críticos que trabalham ou trabalhavam dentro do gênero de terror para votar em seus filmes de terror favoritos. Kairo ficou na 65ª posição no top 100.